# کامرون بورگس
کامرون بورگس (انگلیسی: Cameron Burgess؛ زادهٔ ۲۱ اکتبر ۱۹۹۵) بازیکن فوتبال اهل بریتانیا است.
از باشگاه‌هایی که در آن بازی کرده‌است می‌توان به باشگاه فوتبال فولام، باشگاه فوتبال راس کانتی، و باشگاه فوتبال چلتنهام تاون اشاره کرد.
وی همچنین در تیم‌های ملی فوتبال زیر ۱۸ سال اسکاتلند، زیر ۱۹ سال اسکاتلند، زیر ۲۰ سال استرالیا، زیر ۲۳ سال استرالیا و بزرگسالان استرالیا بازی کرده‌است.